# Supernatural Addiction
Supernatural Addiction è il quarto album del gruppo musicale thrash/death metal Deceased pubblicato nel 2000 dalla Relapse Records.

## Il disco
Questo è l'ultimo album in studio registrato dalla band per l'etichetta Relapse Records che lo ha pubblicato in compact disc. Il disco è stato anche edito in vinile dalla Merciless Records ed è stato ristampato in entrambi i formati dalla Hells Headbangers Records nel 2012 con l'aggiunta di cinque tracce bonus (solo per il CD) in versione demo.
Le canzoni contenute sono tutte ispirate a racconti, episodi televisivi e film dell'orrore, come riportato sul libretto sotto ad ogni testo.

## Tracce
Testi di King Fowley, musiche di Deceased.
1. The Premonition – 5:35
2. Dark Chilling Heartbeat – 6:26
3. A Very Familiar Stranger – 5:18
4. Frozen Screams – 5:04
5. The Doll with the Hideous Spirit – 5:34
6. The Hanging Soldier – 4:20
7. Chambers of the Waiting Blind – 7:50
8. Elly's Dementia – 7:42

Tracce bonus Hells Headbangers
1. Dark Chilling Heartbeat (Demo) – 7:04
2. Frozen Screams (Demo) – 4:50
3. A Very Familiar Stranger (Demo) – 5:42
4. The Premonition (Demo) – 5:55
5. The Hanging Soldier (Demo) – 4:32